# Piotr Daniluk
Piotr Daniluk (ur. 15 stycznia 1982 r. w Gdyni) – polski strzelec sportowy, reprezentant Polski, medalista mistrzostw Europy seniorów i juniorów oraz Letniej Uniwersjady 2007, żołnierz Marynarki Wojennej RP.

## Kariera sportowa
Jest zawodnikiem Floty Gdynia, startuje od 1996 roku. Na mistrzostwach Europy juniorów wywalczył: w 1999 r. w strzelaniu sportowym- brązowy medal indywidualnie (pistolet szybkostrzelny 2 x 30 strzałów), srebrny medal drużynowo (pistolet sportowy 30 + 30 strzałów) i brązowy medal drużynowo (pistolet szybkostrzelny 2 x 30 strzałów), w 2000 r. w strzelaniach z broni kulowej - 2 brązowe medale drużynowo (pistolet sportowy 30 + 30 strzałów i pistolet szybkostrzelny 2 x 30 strzałów), w 2001 r. w strzelaniach z broni kulowej: srebrny medal indywidualnie (pistolet szybkostrzelny 2 x 30 strzałów) i brązowy medal indywidualnie (pistolet sportowy 30 + 30 strzałów).
Na imprezach seniorskich wywalczył: brązowy medal indywidualnie na Letniej Uniwersjadzie w 2007 r. w konkurencji pistoletu szybkostrzelnego 25 m, brązowy medal mistrzostw Europy drużynowo w 2007 r. w konkurencji pistoletu standard 25 m oraz brązowy medal drużynowo w 2013 r. w konkurencji pistoletu szybkostrzelnego 25 m. Reprezentował Polskę na mistrzostwach świata seniorów w 2010 r. i 2014 r. (najlepsze pozycje indywidualnie - 11 m. w 2010 r. w konkurencji pistoletu standardowego i 12 m. w 2014 r. w konkurencji pistoletu szybkostrzelnego 25 m) oraz mistrzostwach Europy seniorów w 2003, 2007, 2009, 2011, 2013, 2015 i 2016 r. (najlepsze wyniki indywidualnie: 5 m. w konkurencji pistoletu standardowego w 2015 r., 7 m. w konkurencji pistoletu szybkostrzelnego 25 w 2013 r., 8 m. w konkurencji pistoletu centralnego zapłonu, 9 m. w konkurencji pistoletu szybkostrzelnego w 2007 r., 9 m. w konkurencji pistoletu centralnego zapłonu w 2009). Wynik z mistrzostw Europy w 2007 r. zapewnił Polsce kwalifikację olimpijską na Igrzyska Olimpijskie w Pekinie (2008), ale ostatecznie skorzystała z niej Sławomira Szpek.
W 2015 r. wystąpił na igrzyskach europejskich, zajmując 7 m. w konkurencji pistoletu pneumatycznego.
Na mistrzostwach Polski seniorów  zdobył indywidualnie złote medale: w konkurencji pistoletu szybkostrzelnego 2 x 30 (2005, 2007, 2010, 2011, 2012, 2015), w konkurencji pistoletu centralnego zapłonu (2009, 2013, 2014, 2018), w konkurencji pistoletu standardowego (2011, 2013, 2017), w konkurencji pistoletu pneumatycznego (2015)
W 2016 roku zadebiutował na igrzyskach olimpijskich; zajął 20. miejsce w konkurencji pistoletu szybkostrzelnego 25 m, a także 41. miejsce konkurencji pistoletu pneumatycznego 10 m.

## Igrzyska olimpijskie
| Igrzyska | Miejscowość    | Konkurencja                   | Kwalifikacje | Kwalifikacje | Finał                  | Finał                  |
| Igrzyska | Miejscowość    | Konkurencja                   | Wynik        | Pozycja      | Wynik                  | Pozycja                |
| -------- | -------------- | ----------------------------- | ------------ | ------------ | ---------------------- | ---------------------- |
| IO 2016  | Rio de Janeiro | Pistolet pneumatyczny, 10 m   | 567          | 41.          | Nie zakwalifikował się | Nie zakwalifikował się |
| IO 2016  | Rio de Janeiro | Pistolet szybkostrzelny, 25 m | 567          | 20.          | Nie zakwalifikował się | Nie zakwalifikował się |